# Moranopteris aphelolepis
Moranopteris aphelolepis là một loài dương xỉ trong họ Polypodiaceae. Loài này được C.V. Morton R.Y. Hirai & J. Prado mô tả khoa học đầu tiên năm 2011.